# Carcharhiniformes
Os Carcharhiniformes formam a maior ordem de tubarões. Tem cerca de 270 espécies.
Têm membrana nictitante sobre os olhos, duas barbatanas dorsais, uma anal e possuem cinco fendas branquiais.
As famílias desta ordem estão em fase de reestruturação; recentes estudos de DNA mostram que alguns grupos não são monofiléticos.
Este artigo faz a listagem das famílias, géneros e espécies da ordem Carcharhiniformes, com ligações à base de dados FishBase.

## Classificação
- Família Scyliorhinidae
  - Apristurus
    - Apristurus acanutus Chu, Meng & Li, 1985 : 
    - Apristurus albisoma Nakaya & Séret, 1999 : 
    - Apristurus aphyodes Nakaya & Stehmann, 1998 : 
    - Apristurus atlanticus (Koefoed, 1927) : 
    - Apristurus brunneus (Gilbert, 1892) : 
    - Apristurus canutus  Springer & Heemstra, 1979 : 
    - Apristurus exsanguis Sato, Nakaya & Stewart, 1999 : 
    - Apristurus federovi Dolganov, 1985 : 
    - Apristurus gibbosus Meng, Chu & Li, 1985 : 
    - Apristurus herklotsi (Fowler, 1934) : 
    - Apristurus indicus (Brauer, 1906) : 
    - Apristurus internatus 
    - Apristurus investigatoris (Misra, 1962) : 
    - Apristurus japonicus Nakaya, 1975 : 
    - Apristurus kampae Taylor, 1972 : 
    - Apristurus laurussonii (Saemundsson, 1922) : 
    - Apristurus longicephalus Nakaya, 1975 : 
    - Apristurus macrorhynchus (Tanaka, 1909) : 
    - Apristurus macrostomus Meng, Chu & Li, 1985 : 
    - Apristurus manis (Springer, 1979) : 
    - Apristurus microps (Gilchrist, 1922) : 
    - Apristurus micropterygeus Meng, Chu & Li, 1986 : 
    - Apristurus nasutus de Buen, 1959 : 
    - Apristurus parvipinnis Springer & Heemstra, 1979 : 
    - Apristurus pinguis Deng, Xiong & Zhan, 1983 : 
    - Apristurus platyrhynchus (Tanaka, 1909) : 
    - Apristurus profundorum (Goode & Bean, 1896) : 
    - Apristurus riveri Bigelow & Schroeder, 1944 : 
    - Apristurus saldanha (Barnard, 1925) : 
    - Apristurus sibogae (Weber, 1913) : 
    - Apristurus sinensis Chu & Hu, 1981 : 
    - Apristurus spongiceps (Gilbert, 1905) : 
    - Apristurus stenseni (Springer, 1979) : 

  - Asymbolus
    - Asymbolus analis (Ogilby, 1885) : 
    - Asymbolus funebris Compagno, Stevens & Last, 1999 : 
    - Asymbolus occiduus Last, Gomon & Gledhill, 1999 : 
    - Asymbolus pallidus Compagno, Stevens & Last, 1999 : 
    - Asymbolus parvus Last, Gomon & Gledhill, 1999 : 
    - Asymbolus rubiginosus Last, Gomon & Gledhill, 1999 : 
    - Asymbolus submaculatus Compagno, Stevens & Last, 1999 : 
    - Asymbolus vincenti (Zeitz, 1908) : 

  - Atelomycterus
    - Atelomycterus fasciatus Compagno & Stevens, 1993 : 
    - Atelomycterus macleayi Whitley, 1939 : 
    - Atelomycterus marmoratus (Bennett, 1830) : 

  - Aulohalaelurus
    - Aulohalaelurus kanakorum Séret, 1990 : 
    - Aulohalaelurus labiosus (Waite, 1905) : 

  - Cephaloscyllium
    - Cephaloscyllium fasciatum Chan, 1966 : 
    - Cephaloscyllium isabellum (Bonnaterre, 1788) : 
    - Cephaloscyllium laticeps (Duméril, 1853) : 
    - Cephaloscyllium silasi (Talwar, 1974) : 
    - Cephaloscyllium sufflans (Regan, 1921) : 
    - Cephaloscyllium umbratile Jordan & Fowler, 1903 : 
    - Cephaloscyllium ventriosum (Garman, 1880) : 

  - Cephalurus
    - Cephalurus cephalus  (Gilbert, 1892) : 

  - Galeus
    - Galeus antillensis Springer, 1979 : 
    - Galeus arae (Nichols, 1927) : 
    - Galeus boardmani (Whitley, 1928) : 
    - Galeus cadenati Springer, 1966 : 
    - Galeus eastmani (Jordan & Snyder, 1904) : 
    - Galeus gracilis Compagno & Stevens, 1993 : 
    - Galeus longirostris Tachikawa & Taniuchi, 1987 : 
    - Galeus melastomus Rafinesque, 1810 : 
    - Galeus mincaronei Soto, 2001 : 
    - Galeus murinus (Collett, 1904) : 
    - Galeus nipponensis Nakaya, 1975 : 
    - Galeus piperatus Springer & Wagner, 1966 : 
    - Galeus polli Cadenat, 1959 : 
    - Galeus sauteri (Jordan & Richardson, 1909) : 
    - Galeus schultzi Springer, 1979 : 
    - Galeus springeri Konstantinou & Cozzi, 1998 : 

  - Halaelurus
    - Halaelurus alcocki Garman, 1913 : 
    - Halaelurus boesemani Springer & D'Aubrey, 1972 : 
    - Halaelurus buergeri (Müller & Henle, 1838) : 
    - Halaelurus canescens (Günther, 1878) : 
    - Halaelurus dawsoni Springer, 1971 : 
    - Halaelurus hispidus (Alcock, 1891) : 
    - Halaelurus immaculatus Chu & Meng, 1982 : 
    - Halaelurus lineatus Bass, D'Aubrey & Kistnasamy, 1975 : 
    - Halaelurus lutarius Springer & D'Aubrey, 1972 : 
    - Halaelurus natalensis (Regan, 1904) : 
    - Halaelurus quagga (Alcock, 1899) : 

  - Haploblepharus
    - Haploblepharus edwardsii (Voigt, 1832) : 
    - Haploblepharus fuscus Smith, 1950 : 
    - Haploblepharus pictus (Müller & Henle, 1838) : 

  - Parmaturus
    - Parmaturus campechiensis Springer, 1979 : 
    - Parmaturus macmillani Hardy, 1985 : 
    - Parmaturus melanobranchius (Chan, 1966) : 
    - Parmaturus pilosus Garman, 1906 : 
    - Parmaturus xaniurus (Gilbert, 1892) : 

  - Pentanchus
    - Pentanchus profundicolus Smith & Radcliffe, 1912 : 

  - Poroderma
    - Poroderma africanum (Gmelin, 1789) : 
    - Poroderma patherinum (Müller & Henle, 1838) : 

  - Schroederichthys
    - Schroederichthys bivius (Müller & Henle, 1838) : 
    - Schroederichthys chilensis (Guichenot, 1848) : 
    - Schroederichthys maculatus Springer, 1966 : 
    - Schroederichthys saurisqualus Soto, 2001 : 
    - Schroederichthys tenuis Springer, 1966 : 

  - Scyliorhinus
    - Scyliorhinus besnardi Springer & Sadowsky, 1970 : 
    - Scyliorhinus boa Goode & Bean, 1896 
    - Scyliorhinus canicula (Linnaeus, 1758) : 
    - Scyliorhinus capensis (Müller & Henle, 1838) : 
    - Scyliorhinus cervigoni Maurin & Bonnet, 1970 : 
    - Scyliorhinus comoroensis Compagno, 1988 : 
    - Scyliorhinus garmani (Fowler, 1934) : 
    - Scyliorhinus haeckelii (Miranda-Ribeiro, 1907) : 
    - Scyliorhinus hesperius Springer, 1966 : 
    - Scyliorhinus meadi Springer, 1966 : 
    - Scyliorhinus retifer (Garman, 1881) : 
    - Scyliorhinus stellaris (Linnaeus, 1758) : 
    - Scyliorhinus tokubee Shirai, Hagiwara & Nakaya, 1992 : 
    - Scyliorhinus torazame (Tanaka, 1908) : 
    - Scyliorhinus torrei Howell Rivero, 1936 :
- Família Proscylliidae
  - Ctenacis
    - Ctenacis fehlmanni (Springer, 1968) : 

  - Eridacnis
    - Eridacnis barbouri (Bigelow & Schroeder, 1944) : 
    - Eridacnis radcliffei Smith, 1913 : 
    - Eridacnis sinuans (Smith, 1957) : 

  - Gollum
    - Gollum attentuatus (Garrick, 1954) : 

  - Proscyllium
    - Proscyllium habereri Hilgendorf, 1904 : 
    - Proscyllium venustum (Tanaka, 1912) :
- Família Pseudotriakidae
  - Pseudotriakis
    - Pseudotriakis microdon Capello, 1867 :
- Família Leptochariidae
  - Leptocharias
    - Leptocharias smithii (Müller & Henle, 1839) :
- Família Triakidae
  - Furgaleus
    - Furgaleus macki (Whitley, 1943) : 

  - Galeorhinus
    - Galeorhinus galeus (Linnaeus, 1758) : 

  - Gogolia
    - Gogolia filewoodi Compagno, 1973 : 

  - Hemitriakis
    - Hemitriakis abdita Compagno & Stevens, 1993 : 

  - Hemitriakis
    - Hemitriakis falcata Compagno & Stevens, 1993 : 

  - Hemitriakis
    - Hemitriakis japanica (Müller & Henle, 1839) : 
    - Hemitriakis leucoperiptera Herre, 1923 : 

  - Hypogaleus
    - Hypogaleus hyugaensis  (Miyosi, 1939) : 

  - Iago
    - Iago garricki Fourmanoir & Rivaton, 1979 : 
    - Iago omanensis (Norman, 1939) : 

  - Mustelus
    - Mustelus antarcticus Günther, 1870 : 
    - Mustelus asterias Cloquet, 1821 : 
    - Mustelus californicus Gill, 1864 : 
    - Mustelus canis (Mitchill, 1815) : 
    - Mustelus dorsalis Gill, 1864 : 
    - Mustelus fasciatus (Garman, 1913) : 
    - Mustelus griseus Pietschmann, 1908 : 
    - Mustelus henlei (Gill, 1863) : 
    - Mustelus higmani Springer & Lowe, 1963 : 
    - Mustelus lenticulatus Phillipps, 1932 : 
    - Mustelus lunulatus Jordan & Gilbert, 1882 : 
    - Mustelus manazo Bleeker, 1854 : 
    - Mustelus mento Cope, 1877 : 
    - Mustelus mosis Hemprich & Ehrenberg, 1899 : 
    - Mustelus mustelus (Linnaeus, 1758) : 
    - Mustelus norrisi Springer, 1939 : 
    - Mustelus palumbes Smith, 1957 : 
    - Mustelus punctulatus Risso, 1827 : 
    - Mustelus schmitti Springer, 1939 : 
    - Mustelus sinusmexicanus Heemstra, 1997 
    - Mustelus whitneyi Chirichigno F., 1973 : 

  - Scylliogaleus
    - Scylliogaleus quecketti Boulenger, 1902 : 

  - Triakis
    - Triakis acutipinna Kato, 1968 : 
    - Triakis maculata Kner & Steindachner, 1867 : 
    - Triakis megalopterus (Smith, 1839) : 
    - Triakis scyllium  Müller & Henle, 1839 : 
    - Triakis semifasciata Girard, 1855 :
- Família Hemigaleidae
  - Chaenogaleus
    - Chaenogaleus macrostoma (Bleeker, 1852) : 

  - Hemigaleus
    - Hemigaleus microstoma Bleeker, 1852 : 

  - Hemipristis
    - Hemipristis elongata (Klunzinger, 1871) : 

  - Paragaleus
    - Paragaleus leucolomatus Compagno & Smale, 1985 : 
    - Paragaleus pectoralis (Garman, 1906) : 
    - Paragaleus tengi (Chen, 1963) :
- Família Carcharhinidae
  - Carcharhinus
    - Carcharhinus acronotus (Poey, 1860) : 
    - Carcharhinus albimarginatus (Rüppell, 1837) : 
    - Carcharhinus altimus (Springer, 1950) : 
    - Carcharhinus amblyrhynchoides (Whitley, 1934) : 
    - Carcharhinus amblyrhynchos (Bleeker, 1856) : 
    - Carcharhinus amboinensis (Müller & Henle, 1839) : 
    - Carcharhinus borneensis (Bleeker, 1859) : 
    - Carcharhinus brachyurus (Günther, 1870) : 
    - Carcharhinus brevipinna (Müller & Henle, 1839) : 
    - Carcharhinus cautus (Whitley, 1945) : 
    - Carcharhinus dussumieri (Müller & Henle, 1839) : 
    - Carcharhinus falciformis (Müller & Henle, 1839) : 
    - Carcharhinus fitzroyensis (Whitley, 1943) : 
    - Tubarão-das-galápagos (Carcharhinus galapagenisis) (Snodgrass & Heller, 1905) : 
    - Carcharhinus hemiodon (Müller & Henle, 1839) : 
    - Carcharhinus isodon (Müller & Henle, 1839) : 
    - Tubarão-touro (Carcharhinus leucas) (Müller & Henle, 1839) : 
    - Carcharhinus limbatus (Müller & Henle, 1839) : 
    - Galha-branca-oceânico (Carcharhinus longimanus) (Poey, 1861) : 
    - Carcharhinus macloti (Müller & Henle, 1839) : 
    - Carcharhinus melanopterus (Quoy & Gaimard, 1824) : 
    - Carcharhinus menisorrah (Müller and Henle, 1839) : 
    - Carcharhinus obscurus (Lesueur, 1818) : 
    - Carcharhinus perezii (Poey, 1876) : 
    - Carcharhinus plumbeus (Nardo, 1827) : 
    - Carcharhinus porosus (Ranzani, 1840) : 
    - Carcharhinus sealei (Pietschmann, 1913) : 
    - Carcharhinus signatus (Poey, 1868) : 
    - Carcharhinus sorrah (Müller and Henle, 1839) : 
    - Carcharhinus tilstoni (Whitley, 1950) : 
    - Carcharhinus wheeleri Garrick, 1982

  - Galeocerdo
    - Tubarão-tigre (Galeocerdo cuvier) (Péron & Lesueur, 1822) : 

  - Glyphis
    - Glyphis gangeticus (Müller & Henle, 1839) : 
    - Glyphis glyphis (Müller & Henle, 1839) : 
    - Glyphis siamensis (Steindachner, 1896) : 

  - Isogomphodon
    - Isogomphodon oxyrhynchus (Müller & Henle, 1839) : 

  - Lamiopsis
    - Lamiopsis temmincki (Müller & Henle, 1839)

  - Loxodon
    - Loxodon macrorhinus  Müller & Henle, 1839 : 

  - Nasolamia
    - Nasolamia velox (Gilbert, 1898) : 

  - Negaprion
    - Negaprion acutidens (Rüppell, 1837) : 
    - Negaprion brevirostris (Poey, 1868) : 

  - Prionace
    - Tubarão-azul (Prionace glauca) (Linnaeus, 1758) : 

  - Rhizoprionodon
    - Rhizoprionodon acutus (Rüppell, 1837) : 
    - Rhizoprionodon lalandii (Müller & Henle, 1839) : 
    - Rhizoprionodon longurio (Jordan & Gilbert, 1882) : 
    - Rhizoprionodon oligolinx Springer, 1964 : 
    - Rhizoprionodon porosus (Poey, 1861) : 
    - Rhizoprionodon taylori (Ogilby, 1915) : 
    - Rhizoprionodon terraenovae (Richardson, 1836) : 

  - Scoliodon
    - Scoliodon laticaudus Müller & Henle, 1838 : 

  - Triaenodon
    - Triaenodon obesus (Rüppell, 1837) :
- Família Sphyrnidae
  - Eusphyra
    - Eusphyra blochii (Cuvier, 1816) : 

  - Sphyrna
    - Sphyrna corona Springer, 1940 : 
    - Sphyrna couardi Cadenat, 1951 : 
    - Sphyrna lewini (Griffith & Smith, 1834) : 
    - Sphyrna media Springer, 1940 : 
    - Sphyrna mokarran (Rüppell, 1837) : 
    - Sphyrna tiburo (Linnaeus, 1758) : 
    - Sphyrna tudes (Valenciennes, 1822) : 
    - Sphyrna zygaena (Linnaeus, 1758) :